# هايدلبرج للأسمنت
هايدلبرج للأسمنت هي شركة ألمانية متعددة الجنسيات لمواد البناء ومقرها هايدلبرغ ، ألمانيا . إنها شركة مؤشر داكس وهي واحدة من أكبر شركات مواد البناء في العالم. في 1 يوليو 2016 ، أكملت الاستحواذ على حصة بنسبة 45 ٪ في أسمنت إيطاليا . وجعلت عملية الاستحواذ شركة هايدلبرج للأسمنت المنتج الأول لمواد البناء ، والمرتبة الثانية في الأسمنت ورقم 3 في الخرسانة الجاهزة في جميع أنحاء العالم.
المجموعة الموسعة لديها أنشطة في حوالي 60 دولة مع 60,000 موظف يعملون في 3000 موقع إنتاج. تدير شركة 139 مصنعًا للأسمنت بطاقة إنتاجية سنوية تصل إلى 176 مليون طن، وأكثر من 1500 موقع لإنتاج الخرسانة الجاهزة، وأكثر من 600 محجر إجمالي. 

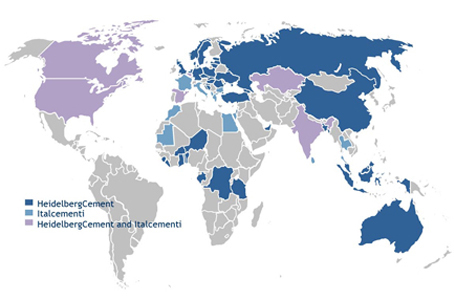
HeidelbergCement مدفوع. إيتالسيمنتي

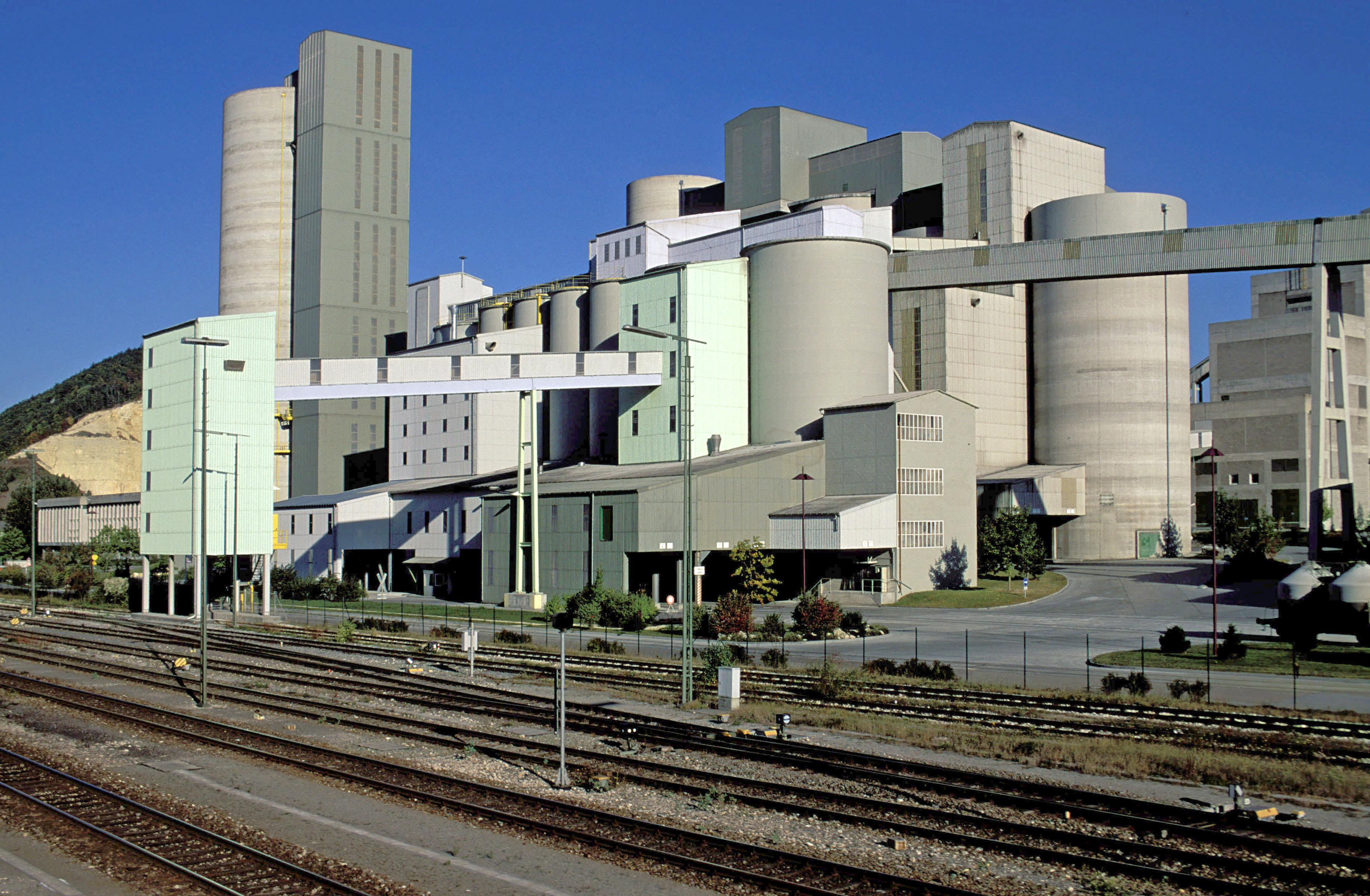
مصنع هايدلبرغ للإسمنت في شيلكلنجن ، ألمانيا

## روابط خارجية
- الموقع الرسمي